# ISBI blindajes
Blindajes ISBI Ltda. es una empresa colombiana productora de blindajes, vehículos blindados, diseño de blindajes estructurales, y productos blindados especiales, con sede en Bogotá, Colombia.

## Breve historia
Fundada en 1993, se dedicó inicialmente a la reparación de equipos blindados y vehículos acorazados, y en el año 2004 se presenta a una licitación para el Ministerio de Defensa de Colombia, que pretendía dotar a los planes "Meteoro" de un coche blindado con armamento medio, para escoltar las caravanas de turistas dentro del territorio colombiano.
Con el avance de las técnicas de protección balística, así como de las amenazas y ataques usados por movimientos irregulares en el conflicto armado colombiano, la empresa se ha visto abocada al desarrollo autóctono de soluciones de protección para civiles, en la calidad de autos particulares dotados con módulos de protección, teniendo que competir en dicho rubro con empresas extranjeras ya establecidas en Colombia (tales como O'Hara Heiss & Eissenhardt, Armor International, entre otras), y de carácter multinacional, que le han hecho el embocarse al desarrollo de soluciones económicas, obviamente; sometidas a procesos de pruebas y certificación de resistencia balística ante Indumil y entes internacionales, con resultados aceptables.[cita requerida]
En años más recientes se ha asociado con el Estado, en la empresa tecnológica del Caribe colombiano COTECMAR, para el diseño y provisión de blindajes para lanchas y patrulleras fluviales usadas por la Armada en los rios de zonas de conflicto.

## Productos
- ISBI Meteoro
- Aymará 2000A1
- PTRC-2005
- Chaleco antibalas
- Carro lanza-agua
- Blindaje de autos civiles
- Blindajes especiales

- Blindaje de cabinas de Locomotoras
- Buque de patrullaje fluvial "ARC Juan Ricardo Oyola Vera" (Asistencia del diseño en blindajes localizados).
- Lancha de patrullaje fluvial LPR-40 (Asistencia del diseño en blindajes localizados).